# Margalida Caimari Vila
Margalida Caimari i Vila (Cuba, 1839 - Palma de Mallorca, 1921) foi uma poetisa da Renaixença e benfeitora social vinculada a Mallorca, Cataluña e Cuba.

## Biografia
Margalida Caimari i Vila nasceu em Cuba no seio de uma família menorquina acomodada que tinha emigrado ao Caribe por questões de negócios, e se casou com  Miquel Bauló i Oliver, pertencente à burguesia comercial liberal, o que lhe ajudou a ter mais instrução e liberdade que as mulheres do seu meio. Amparada pelo renascentista Josep Lluís Pons i Gallarza, desde a juventude não só escreveu poesia, também as recitou em público em diferentes momentos e entidades, algo inovador numa mulher para 1869. Fez parte de um grupo de jovens escritoras que se moveram dentro do Ateneo Balear e a tertulia de Pons e Gallarza.
Sua poesia mais inovadora é a realista de inspiração popular e a patriótica; na primeira se destaca explicando os sentimentos de solidão e de impotência da mulher que espera o marido emigrado a Cuba. Na segunda, tem muito clara a ideia de pátria catalã e admira a industrialização. Pôde levar uma importante actividade literária, com a própria tertúlia, e de beneficência social porque só teve uma filha, ao invés que outras escritoras, como Manuela dos Ferreiros Sorà, com a que estabeleceu amizade, que viram sua obra colapsada por causa da maternidade. Publicou tanto em revistas de Mallorca como de Cataluña.
Abordou a questão social desde o catolicismo segundo as directrizes de León XIII, conheceu de primeira mão o trabalho das operárias do têxtil pela empresa de seu marido, La Alfombrera, e foi muito activa fundando para os filhos das operárias os Bressols del Minyó Jesús, a imitação dos de Cataluña. Com 71 anos inaugurava dentro do Patronato de Trabalhadores as escolas diurnas graduadas para meninos operários. Refletiu, não obstante, seu conservadorismo social em alguns poemas.
Foi valorizada como poeta por Jeroni Rosselló, Miquel dels Sants Oliver, Sanchis Guarner, o Archiduque Luis Salvador de Áustria mas, apremiados pelo estereotipo, só lhe valorizaram e reproduziram os poemas maternales. Tem uma rua a seu nome em Palma, cidade onde se educou.